# Schönberg (Lauf an der Pegnitz)

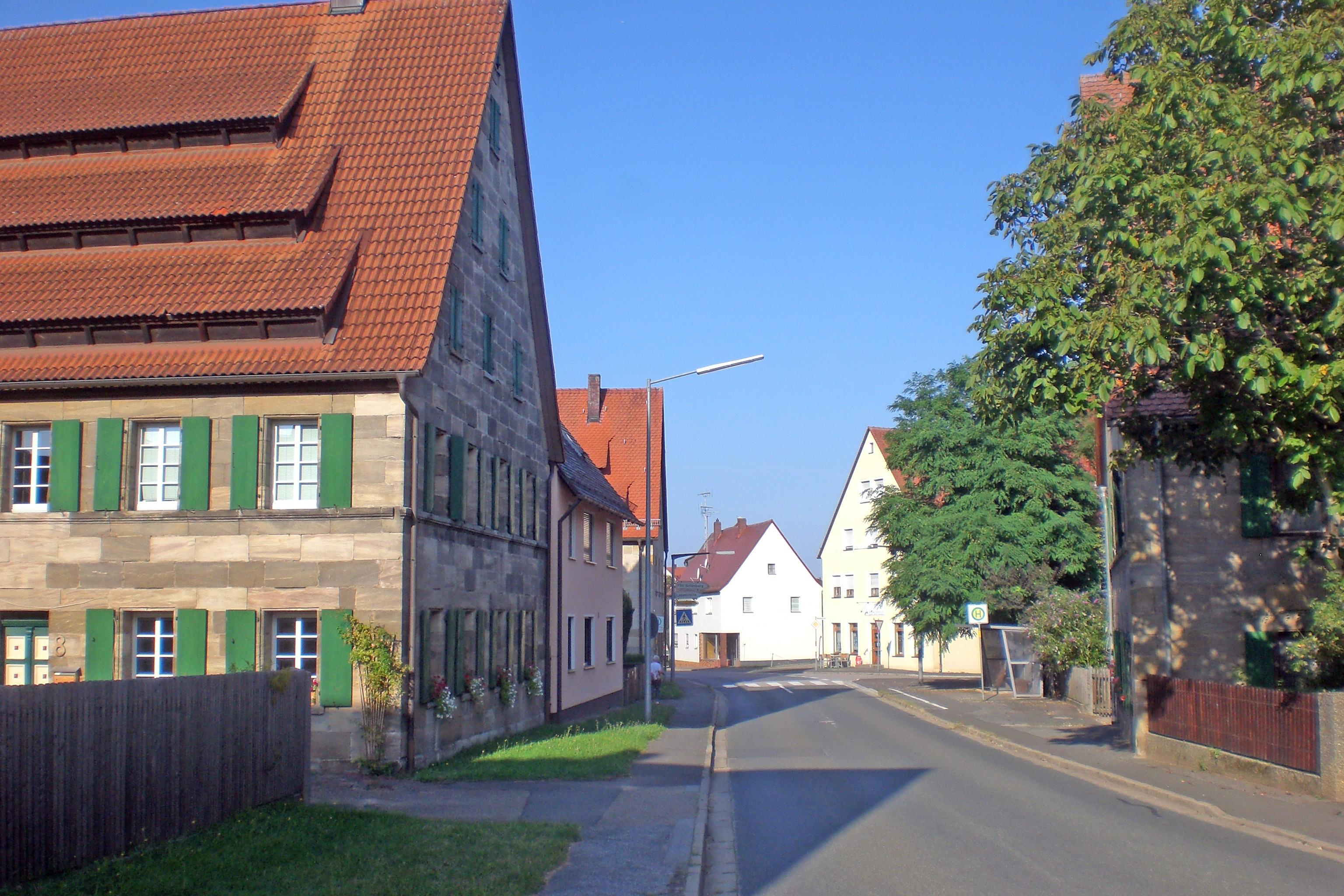
Ortsstraße (2024)

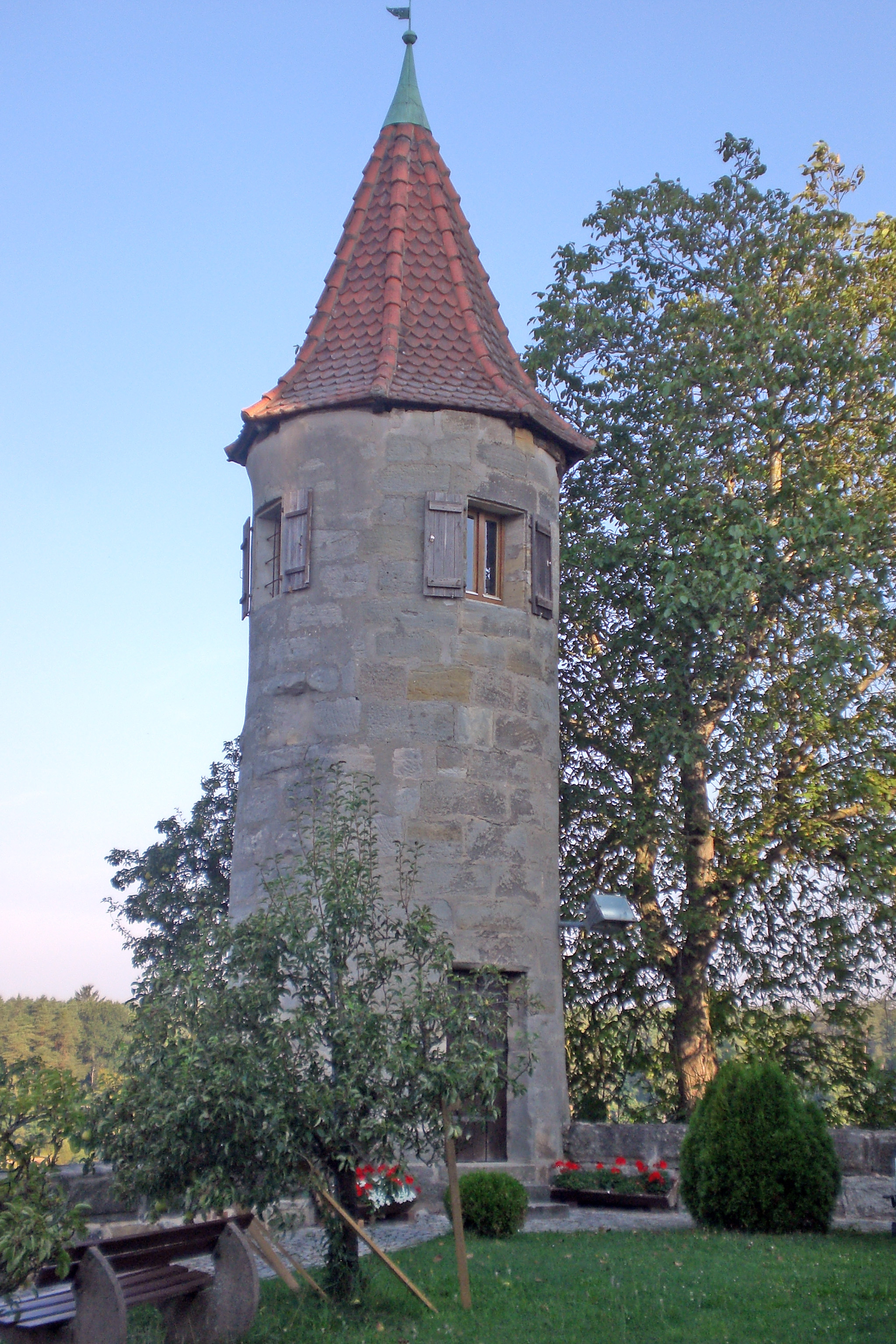
Hungerturm, der Rest des Schlosses Schönberg (2024)

Schönberg ([ˈʃøːnˌbɛʁk] ⓘ) ist ein Gemeindeteil der Stadt Lauf an der Pegnitz im Landkreis Nürnberger Land (Mittelfranken, Bayern). Die Gemarkung Schönberg liegt teils auf dem Gemeindegebiet von Lauf, teils auf dem gemeindefreien Gebiet Schönberg. Sie hat eine Fläche von 8,105 km² und ist in 1825 Flurstücke aufgeteilt, die eine durchschnittliche Flurstücksfläche von 4440,83 m² haben. In ihr liegt neben dem namensgebenden Ort der Gemeindeteil Nessenmühle.

## Geographie

### Lage
Das Pfarrdorf liegt am nördlichen Fuß des Moritzberges auf einer Höhe von 377 m ü. NHN. Unmittelbar östlich fließt der Nessenbach, ein linker Zufluss der Pegnitz. Die Kreisstraße LAU 7 führt nach Weigenhofen (1 km südöstlich) bzw. zur Staatsstraße 2240 bei der Anschlussstelle 50 der Bundesautobahn 9 (2 km nordwestlich). Die Kreisstraße LAU 19 führt zu einem Kreisverkehr der St 2240 und geradeaus weiter nach Röthenbach an der Pegnitz zur Staatsstraße 2241 (4,5 km westlich). Gemeindeverbindungsstraßen führen zur Nessenmühle (0,6 km nördlich) und nach Ottensoos (2,8 km nordöstlich).

### Naturräumliche Zuordnung
Naturräumlich gehört Schönberg zur Haupteinheit Vorland der Nördlichen Frankenalb, die nach der naturräumlichen Gliederung Deutschlands (gemäß Meynen/Schmithüsen et al.) Teil der Haupteinheitengruppe Fränkisches Keuper-Lias-Land ist.

### Geologie
Schönberg liegt im Vorland der Fränkischen Alb. Das Mittelgebirge ist Bestandteil des Südwestdeutschen Schichtstufenlandes. Der Landschaftsraum von Schönfeld gehört dem Laufer Albvorland an und zeichnet sich geologisch durch Lias-Schichten (Schwarzer Jura) und Schichten aus Feuerletten (Knollenmergel) aus.

### Klima
Schönberg liegt in der kühl-gemäßigten Klimazone und weist ein humides Klima auf. Der Landschaftsraum des Dorfes befindet sich im Übergangsbereich zwischen dem feuchten atlantischen und dem trockenen Kontinentalklima. Nach der Klimaklassifikation von Köppen/Geiger zählt Schönberg zum gemäßigten Ozeanklima (Cfb-Klima). Dabei bleibt die mittlere Lufttemperatur des wärmsten Monats unter 22 °C und die des kältesten Monats über −3 °C.

## Geschichte

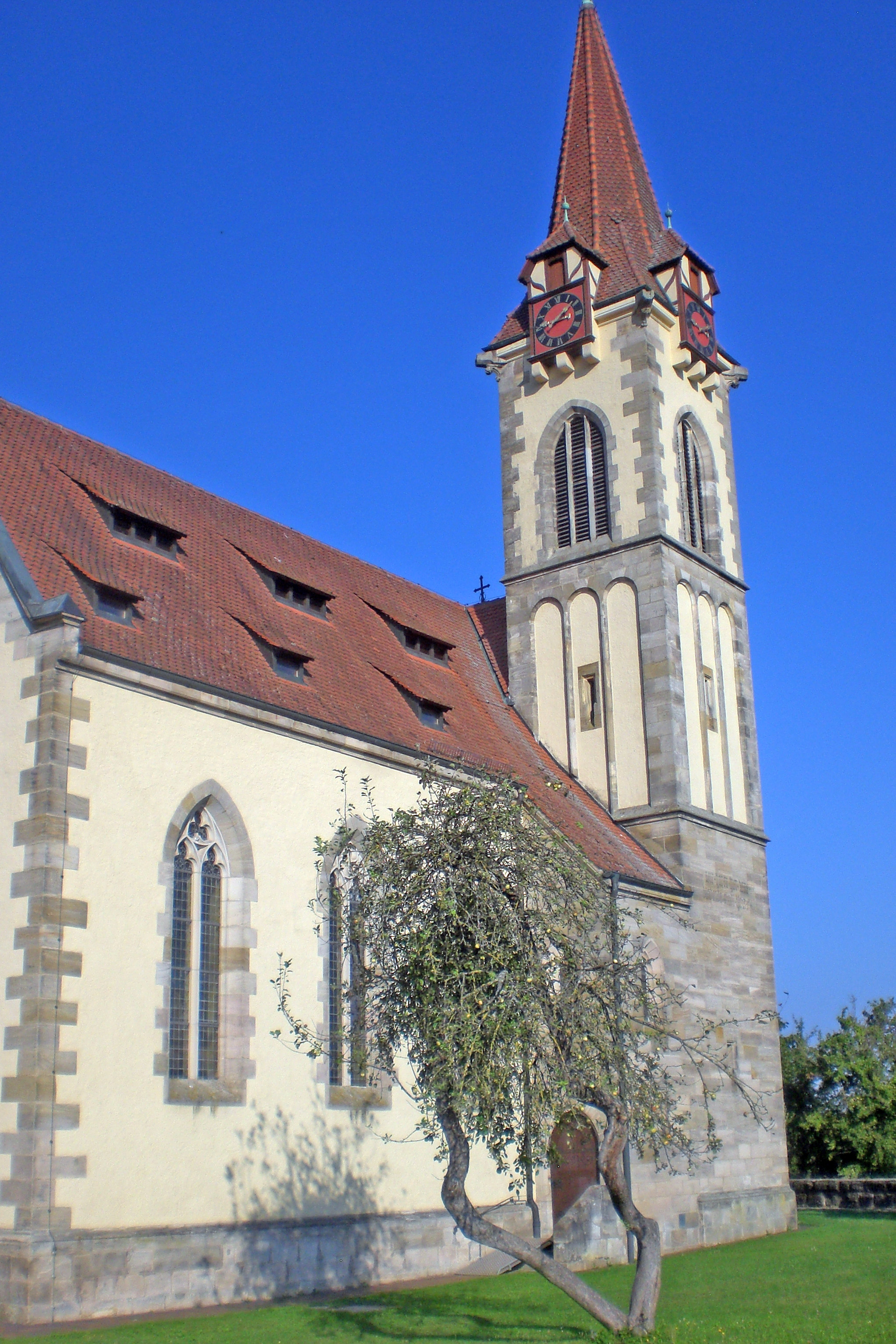
St. Jakob (2024)

Die Anfänge Schönbergs reichen bis in das 11. Jahrhundert zurück. Die erste urkundliche Erwähnung von Schönberg geht auf das Jahr 1052 zurück. Zu diesem Zeitpunkt übergab Kaiser Heinrich III. den Ort seinem Ministerialen Berthold. Mehrere Jahrhunderte lang war es eine Exklave des Markgraftums Brandenburg-Ansbach. Auf der markgräflichen Burg des Ortes lebte von 1694 bis 1704 der aus einer hohenzollernschen Nebenlinie stammende Christian Heinrich von Brandenburg-Kulmbach mit seiner Familie. Seine hier geborene Tochter Sophie Magdalene wurde später Königin von Dänemark. Seine Gemahlin Sophie Christiane von Wolfstein trug hier eine beträchtliche Sammlung pietistischer Lieddichtungen zusammen, welche sie 1703 unter dem Titel „Glauben-schallende und Himmel-steigende Herzens-Music“ in Nürnberg bei Christian Sigmund Froberg drucken ließ. 1703 schloss Christian Heinrich den sogenannten Schönberger Vertrag ab und verzichtete damit gegen eine finanzielle Entschädigung auf seine Erbansprüche in den fränkischen Besitzungen der Hohenzollern.
Bis Ende des 19. Jahrhunderts war in Schönberg eine der größeren Burgenanlagen des Nürnberger Landes gelegen. Nach dem Abbruch des Schlosses im Jahre 1898 wurde bis 1901 die evangelische Pfarrkirche St. Jakob von dem Architekten German Bestelmeyer als eine Art Kirchenburg im Stil der Neugotik in exponierter Lage errichtet. Von dem kulturhistorisch bedeutsamen Denkmal standen 1899 lediglich die Reste der Umfassungsmauer, der Brunnen, der Graben und der markante „Hungerturm“. Im Westgiebel der jetzigen St. Jakobus-Kirche befanden sich bis 2017 zwei erhalten gebliebene gotische Glocken der alten Schlosskapelle. Seitdem sind diese in das neue Geläut im Kirchturm integriert.
Bis 1972 war der Ort eine selbstständige Gemeinde. Zur Unterscheidung gegenüber den zahlreichen anderen gleichnamigen Ortschaften wurde dabei im amtlichen Sprachgebrauch der Namenszusatz bei Lauf verwendet. Veranlasst durch die kommunale Gebietsreform entschied sich Schönberg zum freiwilligen Anschluss an die Stadt Lauf. Zusammen mit der südöstlich gelegenen Nachbargemeinde Weigenhofen wurde dieser im Rahmen einer im März 1972 geschlossenen Eingemeindungsvereinbarung am 1. Juli desselben Jahres vollzogen.

## Persönlichkeiten
- Wilhelm Büttner,  (* 2. Januar 1887 in Schönberg; † nach 1920), war ein hochdekorierter deutscher Scharfschütze im Ersten Weltkrieg.

## Schönberg heute
Heute ist Schönberg Standort der Schule, der Schulvorbereitenden Einrichtung, der Heilpädagogischen Tagesstätte, der Werkstatt mit Laden und des Familien Entlastenden Dienstes der Lebenshilfe im Landkreis Nürnberger Land. An mittelständischen Betrieben befinden sich hier eine Schreinerei und zwei Bauunternehmen.
Wichtigste Feste des Ortes sind das Dorffest am 1. Mai und die Kirchweih am dritten Sonntag im August.

## Schlittenhunderennen

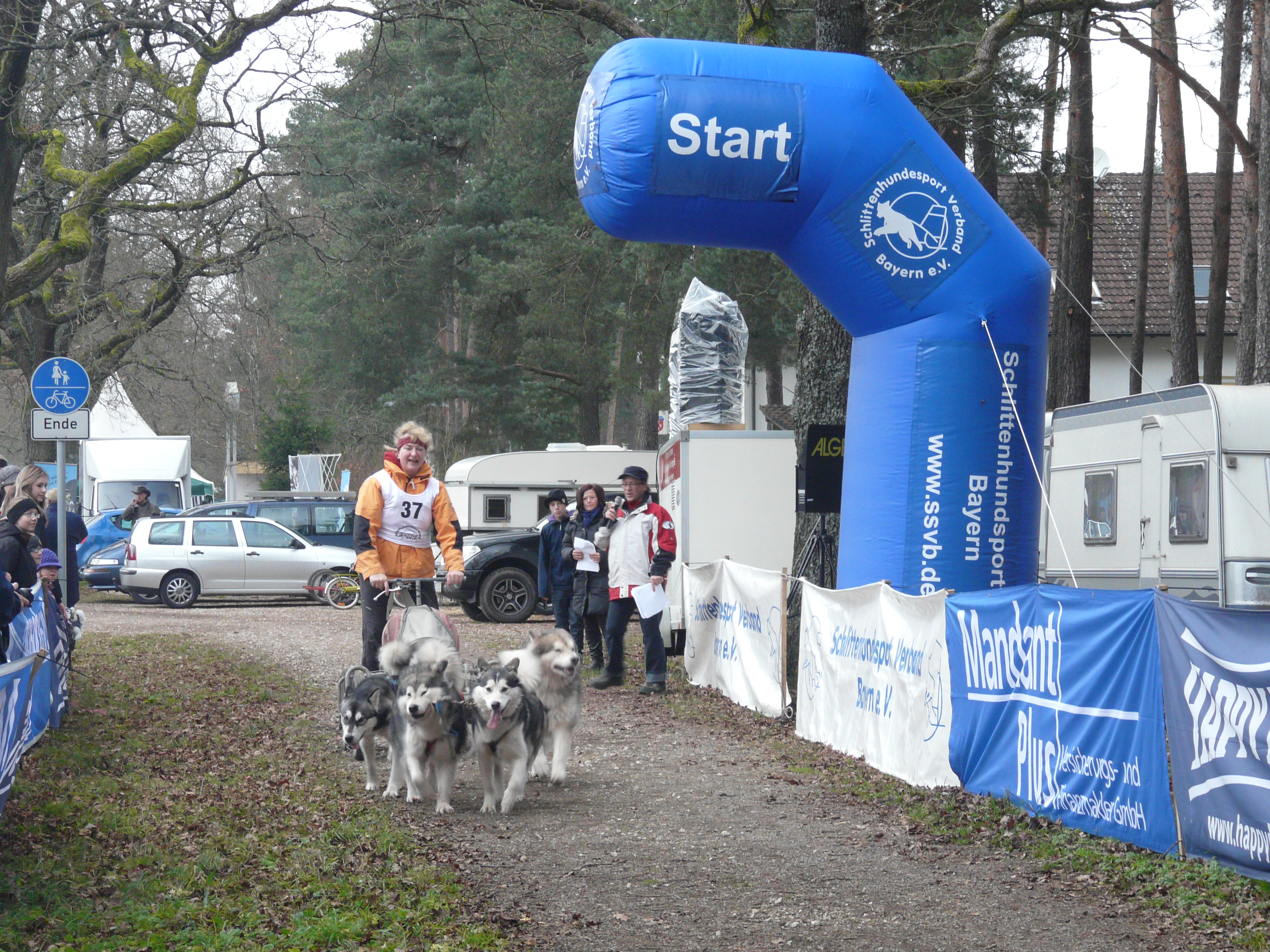
Das Frankonia Open 2010

Seit 1992 finden diverse Schlittenhunderennen nahe Schönberg statt. Das erfolgt im Rahmen des Frankonia Open, einer alljährlich um die Mitte des Monats November an einem Wochenende organisierten Rennveranstaltung. Sie wird vom Fränkischen Schlittenhundesportclub (FSSC) ausgerichtet und ist eines der größten Schlittenhundewagenrennen in Süddeutschland. Austragungsort der Rennen ist ein Areal nordwestlich des örtlichen Sportplatzes.